# The Cutter
The Cutter (Alternativtitel: The Cutter – Diamanten des Todes) ist ein US-amerikanischer Actionfilm aus dem Jahr 2005. Regie führte William Tannen, das Drehbuch schrieb Bruce Haskett.

## Handlung
Der in New York City lebende Diamantenschleifer Isaak Teller gehörte in Vergangenheit zu den Häftlingen des KZ Auschwitz. Er wird von Dirk, dem Mitarbeiter eines ehemaligen SS-Soldaten, entführt, um Änderungen an Juwelen vorzunehmen, die bei einer ägyptischen Mumie gefunden wurden. Seine Nichte Elizabeth und der Privatermittler John Shepherd kämpfen, um Isaak zu befreien. Am Ende kommt es zum Nahkampf zwischen Shepherd und Dirk.

## Kritiken
David Nusair schrieb auf Reel Film Reviews, die Handlung sei überladen und beinhalte einige „absurde Details“. Der Schnitt und die Kameraarbeit seien „desaströs“.
Das Lexikon des internationalen Films schrieb, der „für einen in die Jahre gekommenen Helden“ „behäbig inszenierte Actionfilm“ entwickle „kaum Potenzial“.

## Hintergründe
Die Vorbereitung des Filmprojekts nahm zehn Jahre in Anspruch. Es waren drei Filmstudios beteiligt; nach früheren Planungen sollte der Film in New York City, Los Angeles oder Prag gedreht werden. Er wurde schließlich in Spokane gedreht. Die Dreharbeiten fanden zwischen Oktober und Dezember 2004 statt und die Filmfirma Nu Image übernahm die Produktion. Seine Produktionskosten betrugen schätzungsweise 10 Millionen US-Dollar. Der Film wurde in den meisten Ländern – darunter in den USA und in Deutschland – direkt auf DVD veröffentlicht.